# La giostra della memoria (EP Fiorella Mannoia)
La giostra della memoria è il primo extended play di Fiorella Mannoia, pubblicato nel 1990 dalla Epic Records (Catalogo: 656157 3), solo nei Paesi Bassi. La produzione è di Piero Fabrizi, mentre gli arrangiamenti sono di Fio Zanotti.

## Tracce
1. La giostra della memoria – 4:15 (Enrico Ruggeri e Luigi Schiavone; edizioni musicali EMI Songs, Penelope, Il Ponte)
2. Lunaspina – 4:25 (Ivano Fossati; edizioni musicali EMI Songs, Il Volatore, Il Ponte)
3. Oh che sarà (oh que serà) (feat. Ivano Fossati) – 3:55 (Chico Buarque e Ivano Fossati; edizioni musicali Maracanà)